# Llista de topònims d'Alcarràs
Llista de topònims (noms propis de lloc) del municipi d'Alcarràs, al Segrià
Informació actualitzada per un bot. Els canvis manuals es perdran quan s'actualitzi!

## cabana
| imatge | Nom                        | Ubicat a | instància de | Detalls | coordenades                                                          | Protecció | Commons (més fotos) | Dades a WD                    |
| ------ | -------------------------- | -------- | ------------ | ------- | -------------------------------------------------------------------- | --------- | ------------------- | ----------------------------- |
|        | Casilla del Pantà          | Alcarràs | cabana       |         | 41° 38′ 17″ N, 0° 24′ 04″ E / 41.6381548087041°N,0.401191138069894°E |           |                     | Modifica les dades a Wikidata |
|        | Paridora de Vitoriàs       | Alcarràs | cabana       |         | 41° 38′ 54″ N, 0° 28′ 31″ E / 41.6482661794654°N,0.475386516830917°E |           |                     | Modifica les dades a Wikidata |
|        | cobert del Jorge           | Alcarràs | cabana       |         | 41° 37′ 17″ N, 0° 22′ 26″ E / 41.6214761318936°N,0.373895854973228°E |           |                     | Modifica les dades a Wikidata |
|        | cobert del Miquel de Soses | Alcarràs | cabana       |         | 41° 37′ 53″ N, 0° 24′ 17″ E / 41.6313355743313°N,0.404706368148044°E |           |                     | Modifica les dades a Wikidata |
|        | cobert del Montoi          | Alcarràs | cabana       |         | 41° 37′ 42″ N, 0° 27′ 21″ E / 41.628460716526°N,0.455753475099406°E  |           |                     | Modifica les dades a Wikidata |
|        | cobert del Taleixa         | Alcarràs | cabana       |         | 41° 38′ 01″ N, 0° 27′ 54″ E / 41.6337248885493°N,0.464922027127556°E |           |                     | Modifica les dades a Wikidata |
|        | cobert del Xato            | Alcarràs | cabana       |         | 41° 38′ 05″ N, 0° 27′ 37″ E / 41.6346823145385°N,0.460154557379653°E |           |                     | Modifica les dades a Wikidata |
|        | cobert del Zurdo           | Alcarràs | cabana       |         | 41° 38′ 06″ N, 0° 28′ 04″ E / 41.6351376122319°N,0.467723822512693°E |           |                     | Modifica les dades a Wikidata |
|        | era de la Pruna            | Alcarràs | cabana       |         | 41° 34′ 52″ N, 0° 31′ 33″ E / 41.5811329632602°N,0.525864706796858°E |           |                     | Modifica les dades a Wikidata |
|        | la Torre d'Igualada        | Alcarràs | cabana       |         | 41° 34′ 30″ N, 0° 33′ 33″ E / 41.5750345599714°N,0.559080845027585°E |           |                     | Modifica les dades a Wikidata |
|        | pleta del Botero           | Alcarràs | cabana       |         | 41° 38′ 15″ N, 0° 24′ 52″ E / 41.6374434135253°N,0.414365596810057°E |           |                     | Modifica les dades a Wikidata |
|        | pleta del Mas de Miret     | Alcarràs | cabana       |         | 41° 34′ 50″ N, 0° 29′ 25″ E / 41.5804710979999°N,0.490361144251635°E |           |                     | Modifica les dades a Wikidata |
|        | pleta dels Patis           | Alcarràs | cabana       |         | 41° 38′ 11″ N, 0° 27′ 51″ E / 41.6362576715592°N,0.464198445815336°E |           |                     | Modifica les dades a Wikidata |

## canal de reg
| imatge | Nom                       | Ubicat a                                      | instància de | Detalls              | coordenades | Protecció | Commons (més fotos)       | Dades a WD                    |
| ------ | ------------------------- | --------------------------------------------- | ------------ | -------------------- | --- | --------- | ------------------------- | ----------------------------- |
|        | canal d'Aragó i Catalunya | província de Lleida província d'Osca          | canal de reg | Desemboca: Segre     | 42° 06′ 20″ N, 0° 17′ 16″ E / 42.10567694444445°N,0.28775999999999996°E 41° 25′ 50″ N, 0° 21′ 23″ E / 41.430586°N,0.356512°E |           | Canal d'Aragó i Catalunya | Modifica les dades a Wikidata |
|        | canal de Vallmanya        | Lleida Gimenells i el Pla de la Font Alcarràs | canal de reg | Desemboca: Vallmanya | 41° 41′ 27″ N, 0° 29′ 40″ E / 41.690878°N,0.49457°E 41° 36′ 41″ N, 0° 21′ 06″ E / 41.611393°N,0.351795°E                     |           |                           | Modifica les dades a Wikidata |

## casa
| imatge | Nom                            | Ubicat a | instància de | Detalls                                  | coordenades                                                                             | Protecció                                  | Commons (més fotos)            | Dades a WD                    |
| ------ | ------------------------------ | -------- | ------------ | ---------------------------------------- | --------------------------------------------------------------------------------------- | ------------------------------------------ | ------------------------------ | ----------------------------- |
|        | Cal Calistro                   | Alcarràs | casa         | Estil: arquitectura popular              | 41° 33′ 45″ N, 0° 31′ 27″ E / 41.5626°N,0.52404°E                                       | bé cultural d'interès local                |                                | Modifica les dades a Wikidata |
|        | Cal Macià                      | Alcarràs | casa         | Estil: arquitectura popular 17th century | 41° 36′ 49″ N, 0° 23′ 43″ E / 41.613606°N,0.395186°E ca:Vallmanya 220 msnm              | bé cultural d'interès local                | Cal Macià (Alcarràs)           | Modifica les dades a Wikidata |
|        | Casa Domingo                   | Alcarràs | casa         |                                          | 41° 34′ 59″ N, 0° 31′ 00″ E / 41.58306°N,0.51661°E 167 msnm                             | bé integrant del patrimoni cultural català |                                | Modifica les dades a Wikidata |
|        | Casa del comte de Torregrossa  | Alcarràs | casa         | Estil: arquitectura popular              | 41° 33′ 49″ N, 0° 31′ 32″ E / 41.563705°N,0.525465°E                                    | bé cultural d'interès local                |                                | Modifica les dades a Wikidata |
|        | Casa dels Canonges de Montagut | Alcarràs | casa         | Estil: arquitectura popular              | 41° 36′ 58″ N, 0° 30′ 56″ E / 41.616037°N,0.515633°E 194 msnm                           | bé cultural d'interès local                | Casa dels Canonges de Montagut | Modifica les dades a Wikidata |
|        | caseta típica                  | Alcarràs | casa         | Estil: arquitectura popular              | 41° 33′ 53″ N, 0° 31′ 23″ E / 41.564624°N,0.523018°E ca:Carrer del Calvari, 55 149 msnm | bé integrant del patrimoni cultural català | Caseta típica (Alcarràs)       | Modifica les dades a Wikidata |

## castell
| imatge | Nom                 | Ubicat a | instància de | Detalls                      | coordenades | Protecció                                            | Commons (més fotos) | Dades a WD                    |
| ------ | ------------------- | -------- | ------------ | ---------------------------- | --- | ---------------------------------------------------- | ------------------- | ----------------------------- |
|        | Castell de Montagut | Alcarràs | castell      |                              | 41° 37′ 53″ N, 0° 29′ 33″ E / 41.6313°N,0.492628°E ca:Vestigis al Tossal del Vilot, al nord d'Alcarràs 278 msnm | bé d'interès cultural bé cultural d'interès nacional |                     | Modifica les dades a Wikidata |
|        | castell d'Alcarràs  | Alcarràs | castell      | Estil: arquitectura romànica | 41° 33′ 48″ N, 0° 31′ 28″ E / 41.563255°N,0.524334°E 152 msnm                                                   |                                                      |                     | Modifica les dades a Wikidata |

## edifici
| imatge | Nom                                   | Ubicat a | instància de | Detalls                                     | coordenades                                                                   | Protecció                   | Commons (més fotos)          | Dades a WD                    |
| ------ | ------------------------------------- | -------- | ------------ | ------------------------------------------- | ----------------------------------------------------------------------------- | --------------------------- | ---------------------------- | ----------------------------- |
|        | Balneari d'Alcarràs                   | Alcarràs | edifici      | Estil: arquitectura eclèctica               | 41° 33′ 43″ N, 0° 31′ 33″ E / 41.562°N,0.525818°E                             | bé cultural d'interès local |                              | Modifica les dades a Wikidata |
|        | Casilla del Canal d'Aragó i Catalunya | Alcarràs | edifici      | Estil: arquitectura popular                 | 41° 38′ 15″ N, 0° 26′ 36″ E / 41.63738°N,0.44325°E                            | bé cultural d'interès local |                              | Modifica les dades a Wikidata |
|        | Sindicat Agrícola                     | Alcarràs | edifici      | Estil: arquitectura modernista 20th century | 41° 33′ 50″ N, 0° 31′ 31″ E / 41.563987°N,0.525219°E ca:Carrer de la Bassa, 2 | bé cultural d'interès local | Sindicat Agrícola (Alcarràs) | Modifica les dades a Wikidata |
|        | la Central                            | Alcarràs | edifici      | Estil: arquitectura popular                 | 41° 33′ 54″ N, 0° 32′ 59″ E / 41.56492°N,0.54982°E                            | bé cultural d'interès local |                              | Modifica les dades a Wikidata |

## entitat singular de població
| imatge | Nom                         | Ubicat a | instància de                                    | Detalls   | coordenades                                                                 | Protecció | Commons (més fotos)  | Dades a WD                    |
| ------ | --------------------------- | -------- | ----------------------------------------------- | --------- | --------------------------------------------------------------------------- | --------- | -------------------- | ----------------------------- |
|        | Alcarràs                    | Alcarràs | entitat singular de població capital municipal  | 10180 hab | 41° 34′ 00″ N, 0° 31′ 00″ E / 41.56667°N,0.51667°E 134 msnm                 |           |                      | Modifica les dades a Wikidata |
|        | Montagut                    | Alcarràs | entitat singular de població                    | 31 hab    | 41° 36′ 54″ N, 0° 31′ 18″ E / 41.615003042325°N,0.52165024491704°E 182 msnm |           |                      | Modifica les dades a Wikidata |
|        | Polígon industrial Polinasa | Alcarràs | entitat singular de població polígon industrial | 2 hab     | 41° 33′ 16″ N, 0° 29′ 45″ E / 41.55446059°N,0.49590069°E 127 msnm           |           |                      | Modifica les dades a Wikidata |
|        | Polígon industrial Revés    | Alcarràs | entitat singular de població                    | 0 hab     | 41° 34′ 21″ N, 0° 32′ 53″ E / 41.57258836°N,0.54801898°E 133 msnm           |           |                      | Modifica les dades a Wikidata |
|        | Vallmanya                   | Alcarràs | entitat singular de població                    | 4 hab     | 41° 36′ 58″ N, 0° 23′ 56″ E / 41.6161°N,0.398889°E 221 msnm                 |           | Vallmanya (Alcarràs) | Modifica les dades a Wikidata |

## església
| imatge | Nom                        | Ubicat a | instància de    | Detalls                                  | coordenades                                                               | Protecció                   | Commons (més fotos)                   | Dades a WD                    |
| ------ | -------------------------- | -------- | --------------- | ---------------------------------------- | ------------------------------------------------------------------------- | --------------------------- | ------------------------------------- | ----------------------------- |
|        | Ermita de Santa Anna       | Alcarràs | església ermita | Estil: arquitectura popular 18th century | 41° 36′ 58″ N, 0° 30′ 56″ E / 41.616046°N,0.515649°E ca:Montagut 194 msnm | bé cultural d'interès local | Santa Anna de Montagut                | Modifica les dades a Wikidata |
|        | Mare de Déu de l'Assumpció | Alcarràs | església        | Estil: arquitectura barroca              | 41° 33′ 48″ N, 0° 31′ 27″ E / 41.563405°N,0.524228°E                      | bé cultural d'interès local | Mare de Déu de l'Assumpció d'Alcarràs | Modifica les dades a Wikidata |

## granja
| imatge | Nom                            | Ubicat a | instància de | Detalls | coordenades                                                          | Protecció | Commons (més fotos) | Dades a WD                    |
| ------ | ------------------------------ | -------- | ------------ | ------- | -------------------------------------------------------------------- | --------- | ------------------- | ----------------------------- |
|        | Granges Alegre                 | Alcarràs | granja       |         | 41° 37′ 02″ N, 0° 23′ 02″ E / 41.617111032816°N,0.383890317606371°E  |           |                     | Modifica les dades a Wikidata |
|        | Granges Domènec                | Alcarràs | granja       |         | 41° 35′ 30″ N, 0° 28′ 39″ E / 41.5917909898535°N,0.477565610537162°E |           |                     | Modifica les dades a Wikidata |
|        | Granges Llango                 | Alcarràs | granja       |         | 41° 36′ 05″ N, 0° 27′ 03″ E / 41.6012986086681°N,0.45090601096566°E  |           |                     | Modifica les dades a Wikidata |
|        | Granges Vila-seca              | Alcarràs | granja       |         | 41° 37′ 28″ N, 0° 31′ 59″ E / 41.6244181888755°N,0.533031942681368°E |           |                     | Modifica les dades a Wikidata |
|        | Granges d'Antoni Ribes Minguet | Alcarràs | granja       |         | 41° 35′ 44″ N, 0° 28′ 19″ E / 41.5955246053637°N,0.472057212046046°E |           |                     | Modifica les dades a Wikidata |
|        | Granges de Jeroni Silet        | Alcarràs | granja       |         | 41° 36′ 44″ N, 0° 28′ 24″ E / 41.6121243251514°N,0.473340924235602°E |           |                     | Modifica les dades a Wikidata |
|        | Granges de Roman Castells      | Alcarràs | granja       |         | 41° 36′ 50″ N, 0° 28′ 28″ E / 41.6139146598069°N,0.474483118914125°E |           |                     | Modifica les dades a Wikidata |
|        | Granges de Sebastià Matges     | Alcarràs | granja       |         | 41° 37′ 20″ N, 0° 28′ 25″ E / 41.6222637191344°N,0.473677061554184°E |           |                     | Modifica les dades a Wikidata |
|        | Granges de Vallmanya           | Alcarràs | granja       |         | 41° 35′ 59″ N, 0° 24′ 40″ E / 41.5995920146255°N,0.411234696765505°E |           |                     | Modifica les dades a Wikidata |
|        | Granges del Mulero             | Alcarràs | granja       |         | 41° 35′ 25″ N, 0° 27′ 20″ E / 41.590139291406°N,0.45542142750551°E   |           |                     | Modifica les dades a Wikidata |
|        | Granja Alegre                  | Alcarràs | granja       |         | 41° 37′ 40″ N, 0° 22′ 57″ E / 41.6277178270101°N,0.382597020228639°E |           |                     | Modifica les dades a Wikidata |
|        | Granja Codornices del Cinca    | Alcarràs | granja       |         | 41° 36′ 05″ N, 0° 32′ 33″ E / 41.6013751434312°N,0.542465442901927°E |           |                     | Modifica les dades a Wikidata |
|        | Granja Lluís Manonelles        | Alcarràs | granja       |         | 41° 37′ 48″ N, 0° 23′ 06″ E / 41.63007781146°N,0.384986314674094°E   |           |                     | Modifica les dades a Wikidata |
|        | Granja Montoi                  | Alcarràs | granja       |         | 41° 36′ 03″ N, 0° 28′ 40″ E / 41.6008641165555°N,0.477740031381096°E |           |                     | Modifica les dades a Wikidata |
|        | Granja Panton de la Cosme      | Alcarràs | granja       |         | 41° 37′ 53″ N, 0° 28′ 26″ E / 41.6313555833945°N,0.473886085739669°E |           |                     | Modifica les dades a Wikidata |
|        | Granja Panís                   | Alcarràs | granja       |         | 41° 36′ 31″ N, 0° 21′ 58″ E / 41.608599336665°N,0.366114518333315°E  |           |                     | Modifica les dades a Wikidata |
|        | Granja Ramonet de la Felina    | Alcarràs | granja       |         | 41° 37′ 38″ N, 0° 28′ 28″ E / 41.6271874079113°N,0.474372996232781°E |           |                     | Modifica les dades a Wikidata |
|        | Granja de Ramon Montoi         | Alcarràs | granja       |         | 41° 35′ 02″ N, 0° 28′ 22″ E / 41.5839310353885°N,0.472761651047401°E |           |                     | Modifica les dades a Wikidata |
|        | Granja de Ramona               | Alcarràs | granja       |         | 41° 35′ 14″ N, 0° 27′ 19″ E / 41.5873548819992°N,0.455281673185476°E |           |                     | Modifica les dades a Wikidata |
|        | Granja de Rogelis              | Alcarràs | granja       |         | 41° 35′ 20″ N, 0° 27′ 48″ E / 41.5888740192344°N,0.46329554806992°E  |           |                     | Modifica les dades a Wikidata |
|        | Granja de Vall Companys        | Alcarràs | granja       |         | 41° 38′ 14″ N, 0° 25′ 19″ E / 41.6371063969193°N,0.421810357211889°E |           |                     | Modifica les dades a Wikidata |
|        | Granja de l'Agustina           | Alcarràs | granja       |         | 41° 38′ 22″ N, 0° 26′ 34″ E / 41.6393522422769°N,0.442910908495374°E |           |                     | Modifica les dades a Wikidata |
|        | Granja de l'Alfonso            | Alcarràs | granja       |         | 41° 38′ 08″ N, 0° 23′ 17″ E / 41.6355703757182°N,0.388101545506489°E |           |                     | Modifica les dades a Wikidata |
|        | Granja de l'Ansà               | Alcarràs | granja       |         | 41° 37′ 59″ N, 0° 26′ 14″ E / 41.6329590368823°N,0.437305538002338°E |           |                     | Modifica les dades a Wikidata |
|        | Granja de l'Esteve             | Alcarràs | granja       |         | 41° 37′ 40″ N, 0° 22′ 04″ E / 41.6278860415759°N,0.367885877990969°E |           |                     | Modifica les dades a Wikidata |
|        | Granja del Benedicto           | Alcarràs | granja       |         | 41° 37′ 57″ N, 0° 22′ 03″ E / 41.6323886806381°N,0.367474506469895°E |           |                     | Modifica les dades a Wikidata |
|        | Granja del Gòdia               | Alcarràs | granja       |         | 41° 34′ 48″ N, 0° 28′ 33″ E / 41.5799655406505°N,0.475915048171495°E |           |                     | Modifica les dades a Wikidata |
|        | Granja del Llango              | Alcarràs | granja       |         | 41° 34′ 44″ N, 0° 28′ 15″ E / 41.5789915289661°N,0.470939268181009°E |           |                     | Modifica les dades a Wikidata |
|        | Granja del Mingo               | Alcarràs | granja       |         | 41° 38′ 11″ N, 0° 26′ 53″ E / 41.636448251655°N,0.447995928257201°E  |           |                     | Modifica les dades a Wikidata |
|        | Granja del Miquel del Botiguer | Alcarràs | granja       |         | 41° 37′ 18″ N, 0° 24′ 40″ E / 41.6216426019128°N,0.410988504549292°E |           |                     | Modifica les dades a Wikidata |
|        | Granja del Negret              | Alcarràs | granja       |         | 41° 38′ 02″ N, 0° 22′ 29″ E / 41.6338054227839°N,0.374679625052644°E |           |                     | Modifica les dades a Wikidata |
|        | Granja del Puça                | Alcarràs | granja       |         | 41° 39′ 03″ N, 0° 27′ 40″ E / 41.6508230678856°N,0.461045244473408°E |           |                     | Modifica les dades a Wikidata |
|        | Granja del Sabido              | Alcarràs | granja       |         | 41° 38′ 08″ N, 0° 24′ 05″ E / 41.6355988464827°N,0.401269873852412°E |           |                     | Modifica les dades a Wikidata |
|        | Granja del Saladar             | Alcarràs | granja       |         | 41° 34′ 28″ N, 0° 29′ 41″ E / 41.5744401210071°N,0.494636647310933°E |           |                     | Modifica les dades a Wikidata |
|        | Granja del Santiago lo Gallego | Alcarràs | granja       |         | 41° 34′ 49″ N, 0° 28′ 40″ E / 41.5802765516934°N,0.477774120571198°E |           |                     | Modifica les dades a Wikidata |
|        | Granja del Segundo             | Alcarràs | granja       |         | 41° 38′ 03″ N, 0° 26′ 23″ E / 41.6340865217514°N,0.43980585905195°E  |           |                     | Modifica les dades a Wikidata |
|        | Granja del Vila                | Alcarràs | granja       |         | 41° 37′ 43″ N, 0° 27′ 49″ E / 41.6286894747116°N,0.463654967340927°E |           |                     | Modifica les dades a Wikidata |

## masia
| imatge | Nom                          | Ubicat a | instància de | Detalls                                  | coordenades                                                          | Protecció                   | Commons (més fotos) | Dades a WD                    |
| ------ | ---------------------------- | -------- | ------------ | ---------------------------------------- | -------------------------------------------------------------------- | --------------------------- | ------------------- | ----------------------------- |
|        | Casa Manuel                  | Alcarràs | masia        |                                          | 41° 37′ 44″ N, 0° 21′ 34″ E / 41.6287821094495°N,0.359446821302762°E |                             |                     | Modifica les dades a Wikidata |
|        | Casa Serafín                 | Alcarràs | masia        |                                          | 41° 37′ 23″ N, 0° 25′ 02″ E / 41.6231127921155°N,0.417087038708847°E |                             |                     | Modifica les dades a Wikidata |
|        | Casa dels Motors             | Alcarràs | masia        |                                          | 41° 38′ 26″ N, 0° 26′ 58″ E / 41.6404312685335°N,0.449315420146511°E |                             |                     | Modifica les dades a Wikidata |
|        | Casal de Vallmanya           | Alcarràs | masia        | Estil: arquitectura popular 17th century | 41° 36′ 53″ N, 0° 23′ 57″ E / 41.61478°N,0.39911°E ca:Vallmanya      | bé cultural d'interès local |                     | Modifica les dades a Wikidata |
|        | Caseta del Manel             | Alcarràs | masia        |                                          | 41° 35′ 58″ N, 0° 23′ 18″ E / 41.5994457473189°N,0.388455808723832°E |                             |                     | Modifica les dades a Wikidata |
|        | Caseta del Pantanet          | Alcarràs | masia        |                                          | 41° 38′ 15″ N, 0° 26′ 30″ E / 41.6374705618367°N,0.441724771139831°E |                             |                     | Modifica les dades a Wikidata |
|        | Granja del Perutxo           | Alcarràs | masia        |                                          | 41° 35′ 06″ N, 0° 29′ 33″ E / 41.5849°N,0.492447°E 152.5 msnm        |                             |                     | Modifica les dades a Wikidata |
|        | Mas Gran                     | Alcarràs | masia        |                                          | 41° 36′ 48″ N, 0° 21′ 21″ E / 41.6132237215214°N,0.355713596932365°E |                             |                     | Modifica les dades a Wikidata |
|        | Mas Macianet                 | Alcarràs | masia        |                                          | 41° 36′ 01″ N, 0° 27′ 44″ E / 41.6003878070175°N,0.462244483742855°E |                             |                     | Modifica les dades a Wikidata |
|        | Mas Solera                   | Alcarràs | masia        |                                          | 41° 37′ 17″ N, 0° 27′ 44″ E / 41.6213811511921°N,0.46223720525527°E  |                             |                     | Modifica les dades a Wikidata |
|        | Mas d'Albert del Quelet      | Alcarràs | masia        |                                          | 41° 36′ 48″ N, 0° 27′ 18″ E / 41.6133115914901°N,0.454909139781705°E |                             |                     | Modifica les dades a Wikidata |
|        | Mas d'Isidre Canadell        | Alcarràs | masia        |                                          | 41° 36′ 50″ N, 0° 27′ 19″ E / 41.6140023736957°N,0.455193994941324°E |                             |                     | Modifica les dades a Wikidata |
|        | Mas de Caram                 | Alcarràs | masia        |                                          | 41° 35′ 55″ N, 0° 25′ 54″ E / 41.5987343089703°N,0.431605902044049°E |                             |                     | Modifica les dades a Wikidata |
|        | Mas de Cisco el Negre        | Alcarràs | masia        |                                          | 41° 36′ 55″ N, 0° 28′ 14″ E / 41.6153528398859°N,0.470670568825799°E |                             |                     | Modifica les dades a Wikidata |
|        | Mas de Fidel                 | Alcarràs | masia        |                                          | 41° 35′ 36″ N, 0° 26′ 46″ E / 41.5933656355564°N,0.446107536141255°E |                             |                     | Modifica les dades a Wikidata |
|        | Mas de Gasparó Fontanals     | Alcarràs | masia        |                                          | 41° 36′ 00″ N, 0° 25′ 46″ E / 41.6000551225949°N,0.429453772123246°E |                             |                     | Modifica les dades a Wikidata |
|        | Mas de Jaume d'Horta         | Alcarràs | masia        |                                          | 41° 36′ 54″ N, 0° 31′ 41″ E / 41.6151151063401°N,0.528022086148714°E |                             |                     | Modifica les dades a Wikidata |
|        | Mas de Josep                 | Alcarràs | masia        |                                          | 41° 37′ 30″ N, 0° 27′ 09″ E / 41.6249184798354°N,0.45237592205351°E  |                             |                     | Modifica les dades a Wikidata |
|        | Mas de Josep Marina          | Alcarràs | masia        |                                          | 41° 36′ 58″ N, 0° 27′ 45″ E / 41.616056472542°N,0.462554089284665°E  |                             |                     | Modifica les dades a Wikidata |
|        | Mas de Josep lo Pubilla      | Alcarràs | masia        |                                          | 41° 37′ 34″ N, 0° 27′ 19″ E / 41.626159032423°N,0.4552050455264°E    |                             |                     | Modifica les dades a Wikidata |
|        | Mas de Josepet de Macianet   | Alcarràs | masia        |                                          | 41° 36′ 04″ N, 0° 28′ 10″ E / 41.6012377566732°N,0.469338383361711°E |                             |                     | Modifica les dades a Wikidata |
|        | Mas de Juanito l'Inspector   | Alcarràs | masia        |                                          | 41° 35′ 50″ N, 0° 27′ 48″ E / 41.5973391903303°N,0.463263836958808°E |                             |                     | Modifica les dades a Wikidata |
|        | Mas de Lluís de Gaspar       | Alcarràs | masia        |                                          | 41° 35′ 44″ N, 0° 27′ 23″ E / 41.5955120334365°N,0.456388805881688°E |                             |                     | Modifica les dades a Wikidata |
|        | Mas de Lluís el Figa         | Alcarràs | masia        |                                          | 41° 35′ 29″ N, 0° 28′ 00″ E / 41.5913718299396°N,0.466700782323244°E |                             |                     | Modifica les dades a Wikidata |
|        | Mas de Mateuet               | Alcarràs | masia        |                                          | 41° 35′ 40″ N, 0° 26′ 21″ E / 41.5944013381502°N,0.439228169357531°E |                             |                     | Modifica les dades a Wikidata |
|        | Mas de Minyo                 | Alcarràs | masia        |                                          | 41° 34′ 45″ N, 0° 33′ 22″ E / 41.5791803516321°N,0.556249832477687°E |                             |                     | Modifica les dades a Wikidata |
|        | Mas de Pepe Nadal            | Alcarràs | masia        |                                          | 41° 36′ 58″ N, 0° 25′ 49″ E / 41.6162096762743°N,0.430144172017614°E |                             |                     | Modifica les dades a Wikidata |
|        | Mas de Peret del Molí        | Alcarràs | masia        |                                          | 41° 36′ 29″ N, 0° 27′ 32″ E / 41.6079572477958°N,0.458767699406346°E |                             |                     | Modifica les dades a Wikidata |
|        | Mas de Pitot                 | Alcarràs | masia        |                                          | 41° 35′ 48″ N, 0° 26′ 21″ E / 41.5967059691214°N,0.439185005266944°E |                             |                     | Modifica les dades a Wikidata |
|        | Mas de Pubill                | Alcarràs | masia        |                                          | 41° 36′ 10″ N, 0° 26′ 37″ E / 41.6027314981207°N,0.443650214824392°E |                             |                     | Modifica les dades a Wikidata |
|        | Mas de Ramon Cercós          | Alcarràs | masia        |                                          | 41° 36′ 04″ N, 0° 27′ 09″ E / 41.6011733310268°N,0.452566759582823°E |                             |                     | Modifica les dades a Wikidata |
|        | Mas de Sandàlia              | Alcarràs | masia        |                                          | 41° 34′ 31″ N, 0° 33′ 22″ E / 41.5752881423745°N,0.556180744143497°E |                             |                     | Modifica les dades a Wikidata |
|        | Mas de Sebastià el Xarletes  | Alcarràs | masia        |                                          | 41° 35′ 24″ N, 0° 27′ 36″ E / 41.590098831862°N,0.460032476213425°E  |                             |                     | Modifica les dades a Wikidata |
|        | Mas de Soses                 | Alcarràs | masia        |                                          | 41° 37′ 40″ N, 0° 21′ 25″ E / 41.6277082860423°N,0.357005947395819°E |                             |                     | Modifica les dades a Wikidata |
|        | Mas de Tariol                | Alcarràs | masia        |                                          | 41° 36′ 14″ N, 0° 26′ 51″ E / 41.6039225216245°N,0.447394911079652°E |                             |                     | Modifica les dades a Wikidata |
|        | Mas de Vitores               | Alcarràs | masia        |                                          | 41° 34′ 59″ N, 0° 30′ 19″ E / 41.5831010056181°N,0.505253450296049°E |                             |                     | Modifica les dades a Wikidata |
|        | Mas de Volta                 | Alcarràs | masia        | Estil: arquitectura popular              |                                                                      | bé cultural d'interès local |                     | Modifica les dades a Wikidata |
|        | Mas de l'Albert              | Alcarràs | masia        |                                          | 41° 37′ 06″ N, 0° 27′ 50″ E / 41.618246189541°N,0.46391755026925°E   |                             |                     | Modifica les dades a Wikidata |
|        | Mas de l'Enric el Rei        | Alcarràs | masia        |                                          | 41° 36′ 49″ N, 0° 27′ 51″ E / 41.6136811632188°N,0.464291379909303°E |                             |                     | Modifica les dades a Wikidata |
|        | Mas de la Castellana         | Alcarràs | masia        |                                          | 41° 36′ 37″ N, 0° 25′ 12″ E / 41.6101575639578°N,0.420100279265814°E |                             |                     | Modifica les dades a Wikidata |
|        | Mas de la Llum               | Alcarràs | masia        |                                          | 41° 34′ 43″ N, 0° 29′ 23″ E / 41.5785577187645°N,0.489763574466499°E |                             |                     | Modifica les dades a Wikidata |
|        | Mas de la Mitgera            | Alcarràs | masia        |                                          | 41° 36′ 27″ N, 0° 25′ 14″ E / 41.6073871002181°N,0.42065471840047°E  |                             |                     | Modifica les dades a Wikidata |
|        | Mas de la Pigada             | Alcarràs | masia        |                                          | 41° 36′ 53″ N, 0° 25′ 04″ E / 41.614619830629°N,0.417882163264752°E  |                             |                     | Modifica les dades a Wikidata |
|        | Mas del Botero               | Alcarràs | masia        |                                          | 41° 37′ 36″ N, 0° 24′ 36″ E / 41.6267457286687°N,0.410040011653982°E |                             |                     | Modifica les dades a Wikidata |
|        | Mas del Bruno                | Alcarràs | masia        |                                          | 41° 36′ 27″ N, 0° 22′ 12″ E / 41.6075687586342°N,0.369876387565283°E |                             |                     | Modifica les dades a Wikidata |
|        | Mas del Canyissaire          | Alcarràs | masia        |                                          | 41° 36′ 11″ N, 0° 26′ 53″ E / 41.6029563503495°N,0.448092958091464°E |                             |                     | Modifica les dades a Wikidata |
|        | Mas del Carrilet             | Alcarràs | masia        |                                          | 41° 37′ 45″ N, 0° 28′ 10″ E / 41.629176435947°N,0.46949081769225°E   |                             |                     | Modifica les dades a Wikidata |
|        | Mas del Cisco el Punxa       | Alcarràs | masia        |                                          | 41° 36′ 09″ N, 0° 27′ 29″ E / 41.6024848508285°N,0.458106635783134°E |                             |                     | Modifica les dades a Wikidata |
|        | Mas del Codina               | Alcarràs | masia        |                                          | 41° 37′ 23″ N, 0° 26′ 14″ E / 41.6231386643059°N,0.437142540330001°E |                             |                     | Modifica les dades a Wikidata |
|        | Mas del Coix de Gaspar       | Alcarràs | masia        |                                          | 41° 35′ 23″ N, 0° 29′ 39″ E / 41.5898564543096°N,0.494112295185627°E |                             |                     | Modifica les dades a Wikidata |
|        | Mas del Fartet               | Alcarràs | masia        |                                          | 41° 34′ 59″ N, 0° 27′ 36″ E / 41.5829310311906°N,0.460085658156812°E |                             |                     | Modifica les dades a Wikidata |
|        | Mas del Figa                 | Alcarràs | masia        |                                          | 41° 36′ 03″ N, 0° 27′ 46″ E / 41.6008774332829°N,0.46280122228768°E  |                             |                     | Modifica les dades a Wikidata |
|        | Mas del Filomeno             | Alcarràs | masia        |                                          | 41° 36′ 48″ N, 0° 25′ 45″ E / 41.6133320321831°N,0.429130384928373°E |                             |                     | Modifica les dades a Wikidata |
|        | Mas del Furient              | Alcarràs | masia        |                                          | 41° 36′ 50″ N, 0° 24′ 47″ E / 41.6139911255532°N,0.413154857707081°E |                             |                     | Modifica les dades a Wikidata |
|        | Mas del Joan Gras            | Alcarràs | masia        |                                          | 41° 35′ 54″ N, 0° 28′ 04″ E / 41.5982781189563°N,0.467858327526179°E |                             |                     | Modifica les dades a Wikidata |
|        | Mas del Joanet del Gasparó   | Alcarràs | masia        |                                          | 41° 35′ 55″ N, 0° 28′ 51″ E / 41.598565612616°N,0.480937121075206°E  |                             |                     | Modifica les dades a Wikidata |
|        | Mas del Llango               | Alcarràs | masia        |                                          | 41° 37′ 13″ N, 0° 25′ 59″ E / 41.6201538498103°N,0.432940018817597°E |                             |                     | Modifica les dades a Wikidata |
|        | Mas del Llima                | Alcarràs | masia        |                                          | 41° 36′ 24″ N, 0° 27′ 58″ E / 41.6065697258408°N,0.466081985195507°E |                             |                     | Modifica les dades a Wikidata |
|        | Mas del Manonelles           | Alcarràs | masia        |                                          | 41° 37′ 03″ N, 0° 25′ 01″ E / 41.6175436117629°N,0.41693735350959°E  |                             |                     | Modifica les dades a Wikidata |
|        | Mas del Menàs                | Alcarràs | masia        |                                          | 41° 35′ 46″ N, 0° 27′ 31″ E / 41.5962206432745°N,0.458700527145863°E |                             |                     | Modifica les dades a Wikidata |
|        | Mas del Mequinensà           | Alcarràs | masia        |                                          | 41° 37′ 26″ N, 0° 22′ 41″ E / 41.6238026322006°N,0.37796635790447°E  |                             |                     | Modifica les dades a Wikidata |
|        | Mas del Moix                 | Alcarràs | masia        |                                          | 41° 34′ 18″ N, 0° 30′ 59″ E / 41.5716523731952°N,0.51640423198541°E  |                             |                     | Modifica les dades a Wikidata |
|        | Mas del Muñoz                | Alcarràs | masia        |                                          | 41° 37′ 27″ N, 0° 26′ 36″ E / 41.6241948997932°N,0.443318202784254°E |                             |                     | Modifica les dades a Wikidata |
|        | Mas del Màrio Llorenç        | Alcarràs | masia        |                                          | 41° 37′ 12″ N, 0° 27′ 58″ E / 41.620098778045°N,0.46624533538188°E   |                             |                     | Modifica les dades a Wikidata |
|        | Mas del Móra                 | Alcarràs | masia        |                                          | 41° 37′ 02″ N, 0° 25′ 59″ E / 41.6171227925452°N,0.433120302336196°E |                             |                     | Modifica les dades a Wikidata |
|        | Mas del Noiet de Bescarri    | Alcarràs | masia        |                                          | 41° 35′ 36″ N, 0° 27′ 44″ E / 41.5934092426006°N,0.462302066756029°E |                             |                     | Modifica les dades a Wikidata |
|        | Mas del Paquito Filomeno     | Alcarràs | masia        |                                          | 41° 37′ 15″ N, 0° 25′ 54″ E / 41.62090721093°N,0.431589868261826°E   |                             |                     | Modifica les dades a Wikidata |
|        | Mas del Pasqual              | Alcarràs | masia        |                                          | 41° 36′ 01″ N, 0° 27′ 14″ E / 41.6003670404217°N,0.453978318640546°E |                             |                     | Modifica les dades a Wikidata |
|        | Mas del Pau                  | Alcarràs | masia        |                                          | 41° 34′ 11″ N, 0° 33′ 18″ E / 41.5697606151257°N,0.555021999454251°E |                             |                     | Modifica les dades a Wikidata |
|        | Mas del Peret del Nadal      | Alcarràs | masia        |                                          | 41° 36′ 56″ N, 0° 25′ 06″ E / 41.6155552592002°N,0.418228871409267°E |                             |                     | Modifica les dades a Wikidata |
|        | Mas del Petit del Menàs      | Alcarràs | masia        |                                          | 41° 35′ 42″ N, 0° 27′ 18″ E / 41.5949135454892°N,0.454984615376761°E |                             |                     | Modifica les dades a Wikidata |
|        | Mas del Pradell              | Alcarràs | masia        |                                          | 41° 37′ 39″ N, 0° 28′ 05″ E / 41.6273706412982°N,0.467967948747389°E |                             |                     | Modifica les dades a Wikidata |
|        | Mas del Quico                | Alcarràs | masia        |                                          | 41° 37′ 11″ N, 0° 28′ 43″ E / 41.6197166443718°N,0.478673404700065°E |                             |                     | Modifica les dades a Wikidata |
|        | Mas del Ramió                | Alcarràs | masia        |                                          | 41° 34′ 29″ N, 0° 31′ 58″ E / 41.5748041960028°N,0.532691009708568°E |                             |                     | Modifica les dades a Wikidata |
|        | Mas del Ramonet del Quelet   | Alcarràs | masia        |                                          | 41° 36′ 55″ N, 0° 30′ 16″ E / 41.6153862555549°N,0.504321019896367°E |                             |                     | Modifica les dades a Wikidata |
|        | Mas del Suat                 | Alcarràs | masia        |                                          | 41° 34′ 53″ N, 0° 30′ 37″ E / 41.5813029601946°N,0.51038460300148°E  |                             |                     | Modifica les dades a Wikidata |
|        | Mas del Tano                 | Alcarràs | masia        |                                          | 41° 36′ 39″ N, 0° 27′ 41″ E / 41.61092231576°N,0.461303366342552°E   |                             |                     | Modifica les dades a Wikidata |
|        | Mas del Teuler               | Alcarràs | masia        |                                          | 41° 35′ 53″ N, 0° 27′ 16″ E / 41.5980245702091°N,0.454346400620007°E |                             |                     | Modifica les dades a Wikidata |
|        | Mas del Tonet del Cosses     | Alcarràs | masia        |                                          | 41° 36′ 33″ N, 0° 31′ 40″ E / 41.6092943492194°N,0.527896431267635°E |                             |                     | Modifica les dades a Wikidata |
|        | Mas del Trullets             | Alcarràs | masia        |                                          | 41° 35′ 29″ N, 0° 28′ 19″ E / 41.5915216128376°N,0.471865581758352°E |                             |                     | Modifica les dades a Wikidata |
|        | Mas del Xotis                | Alcarràs | masia        |                                          | 41° 35′ 04″ N, 0° 29′ 33″ E / 41.5843838597198°N,0.49260866277565°E  |                             |                     | Modifica les dades a Wikidata |
|        | Mas dels Manels              | Alcarràs | masia        |                                          | 41° 35′ 46″ N, 0° 26′ 12″ E / 41.5960633422725°N,0.436618921200965°E |                             |                     | Modifica les dades a Wikidata |
|        | Maset d'Agustí de Caramaseta | Alcarràs | masia        |                                          | 41° 36′ 01″ N, 0° 27′ 47″ E / 41.6001792604391°N,0.462996565673395°E |                             |                     | Modifica les dades a Wikidata |
|        | Maset d'Antoni de Caramaseta | Alcarràs | masia        |                                          | 41° 36′ 31″ N, 0° 28′ 38″ E / 41.6087407858599°N,0.477157060507908°E |                             |                     | Modifica les dades a Wikidata |
|        | Maset d'Eduard Castells      | Alcarràs | masia        |                                          | 41° 36′ 39″ N, 0° 28′ 31″ E / 41.610822295813°N,0.475155833977792°E  |                             |                     | Modifica les dades a Wikidata |
|        | Maset de Josep del Molí      | Alcarràs | masia        |                                          | 41° 37′ 00″ N, 0° 27′ 32″ E / 41.6166354386005°N,0.45900292833126°E  |                             |                     | Modifica les dades a Wikidata |
|        | Maset de Ricardo Sossero     | Alcarràs | masia        |                                          | 41° 37′ 00″ N, 0° 27′ 19″ E / 41.6166513477456°N,0.455245820948503°E |                             |                     | Modifica les dades a Wikidata |
|        | Maset del Canonge            | Alcarràs | masia        |                                          | 41° 36′ 57″ N, 0° 28′ 42″ E / 41.6156986128008°N,0.47820592162986°E  |                             |                     | Modifica les dades a Wikidata |
|        | Masos del Ponent             | Alcarràs | masia        |                                          | 41° 36′ 37″ N, 0° 27′ 46″ E / 41.6103054185745°N,0.462731611323065°E |                             |                     | Modifica les dades a Wikidata |
|        | Torre Alcolea                | Alcarràs | masia        |                                          | 41° 35′ 58″ N, 0° 23′ 38″ E / 41.59956671218°N,0.39385997953574°E    |                             |                     | Modifica les dades a Wikidata |
|        | Torre Benedicto              | Alcarràs | masia        |                                          | 41° 37′ 13″ N, 0° 21′ 34″ E / 41.6202906868267°N,0.359505436816048°E |                             |                     | Modifica les dades a Wikidata |
|        | Torre Capdevila              | Alcarràs | masia        |                                          | 41° 37′ 34″ N, 0° 23′ 41″ E / 41.6260365341729°N,0.394608259496668°E |                             |                     | Modifica les dades a Wikidata |
|        | Torre Cometa                 | Alcarràs | masia        |                                          | 41° 37′ 40″ N, 0° 22′ 10″ E / 41.6279056788183°N,0.369529562875836°E |                             |                     | Modifica les dades a Wikidata |
|        | Torre Corbins                | Alcarràs | masia        |                                          | 41° 37′ 50″ N, 0° 21′ 59″ E / 41.6306557485865°N,0.366524716175014°E |                             |                     | Modifica les dades a Wikidata |
|        | Torre Lúcio                  | Alcarràs | masia        |                                          | 41° 38′ 00″ N, 0° 23′ 31″ E / 41.6334072882889°N,0.391994382094295°E |                             |                     | Modifica les dades a Wikidata |
|        | Torre Manyes                 | Alcarràs | masia        |                                          | 41° 37′ 46″ N, 0° 22′ 52″ E / 41.6295200384937°N,0.381059604200511°E |                             |                     | Modifica les dades a Wikidata |
|        | Torre Nova                   | Alcarràs | masia        |                                          | 41° 36′ 30″ N, 0° 29′ 01″ E / 41.6082801322042°N,0.48366702509315°E  |                             |                     | Modifica les dades a Wikidata |
|        | Torre Quartassa              | Alcarràs | masia        |                                          | 41° 34′ 20″ N, 0° 33′ 04″ E / 41.5722542373679°N,0.55116198575642°E  |                             |                     | Modifica les dades a Wikidata |
|        | Torre Ramon Manonelles       | Alcarràs | masia        |                                          | 41° 38′ 10″ N, 0° 23′ 08″ E / 41.6360993041235°N,0.38561913535615°E  |                             |                     | Modifica les dades a Wikidata |
|        | Torre Samuel                 | Alcarràs | masia        |                                          | 41° 36′ 31″ N, 0° 25′ 42″ E / 41.6085256736214°N,0.42845733505456°E  |                             |                     | Modifica les dades a Wikidata |
|        | Torre Solsona                | Alcarràs | masia        |                                          | 41° 34′ 52″ N, 0° 33′ 32″ E / 41.5809827375758°N,0.558844738519355°E |                             |                     | Modifica les dades a Wikidata |
|        | Torre de Bureu               | Alcarràs | masia        |                                          | 41° 33′ 41″ N, 0° 32′ 41″ E / 41.561428118462°N,0.544807848306505°E  |                             |                     | Modifica les dades a Wikidata |
|        | Torre de Carreró             | Alcarràs | masia        |                                          | 41° 37′ 16″ N, 0° 23′ 26″ E / 41.621107113411°N,0.39059183803308°E   |                             |                     | Modifica les dades a Wikidata |
|        | Torre de Galceran            | Alcarràs | masia        |                                          | 41° 34′ 18″ N, 0° 33′ 04″ E / 41.5715852395319°N,0.551043347583678°E |                             |                     | Modifica les dades a Wikidata |
|        | Torre de Giner               | Alcarràs | masia        |                                          | 41° 38′ 08″ N, 0° 22′ 57″ E / 41.6355972138306°N,0.382554158970708°E |                             |                     | Modifica les dades a Wikidata |
|        | Torre de Jaumet              | Alcarràs | masia        |                                          | 41° 36′ 11″ N, 0° 25′ 12″ E / 41.6029310963652°N,0.419944375763091°E |                             |                     | Modifica les dades a Wikidata |
|        | Torre de l'Alfonso           | Alcarràs | masia        |                                          | 41° 37′ 02″ N, 0° 31′ 24″ E / 41.6172746488074°N,0.523330909914404°E |                             |                     | Modifica les dades a Wikidata |
|        | Torre de l'Esparaver         | Alcarràs | masia        |                                          | 41° 37′ 49″ N, 0° 23′ 46″ E / 41.6301964682972°N,0.396157225977916°E |                             |                     | Modifica les dades a Wikidata |
|        | Torre de l'Eusèbio           | Alcarràs | masia        |                                          | 41° 36′ 48″ N, 0° 31′ 11″ E / 41.6133779179801°N,0.519711750927572°E |                             |                     | Modifica les dades a Wikidata |
|        | Torre del Casal              | Alcarràs | masia        |                                          | 41° 36′ 46″ N, 0° 31′ 32″ E / 41.6129027208409°N,0.525658418850171°E |                             |                     | Modifica les dades a Wikidata |
|        | Torre del Caterina           | Alcarràs | masia        |                                          | 41° 36′ 42″ N, 0° 31′ 40″ E / 41.6115780006209°N,0.527713186092398°E |                             |                     | Modifica les dades a Wikidata |
|        | Torre del Caterino           | Alcarràs | masia        |                                          | 41° 37′ 08″ N, 0° 31′ 44″ E / 41.6190039701367°N,0.528773649503673°E |                             |                     | Modifica les dades a Wikidata |
|        | Torre del Cintet             | Alcarràs | masia        |                                          | 41° 33′ 27″ N, 0° 31′ 48″ E / 41.5574453499382°N,0.530006339809096°E |                             |                     | Modifica les dades a Wikidata |
|        | Torre del Curro              | Alcarràs | masia        |                                          | 41° 37′ 09″ N, 0° 31′ 36″ E / 41.6192287759594°N,0.526664694988528°E |                             |                     | Modifica les dades a Wikidata |
|        | Torre del Faci               | Alcarràs | masia        |                                          | 41° 37′ 23″ N, 0° 22′ 20″ E / 41.6229659928718°N,0.372094984313069°E |                             |                     | Modifica les dades a Wikidata |
|        | Torre del Gravat             | Alcarràs | masia        |                                          | 41° 37′ 05″ N, 0° 30′ 54″ E / 41.6181781700178°N,0.515123032103215°E |                             |                     | Modifica les dades a Wikidata |
|        | Torre del Gravat             | Alcarràs | masia        |                                          | 41° 36′ 49″ N, 0° 31′ 32″ E / 41.6135149016138°N,0.525647010246183°E |                             |                     | Modifica les dades a Wikidata |
|        | Torre del Llano              | Alcarràs | masia        |                                          | 41° 38′ 20″ N, 0° 23′ 15″ E / 41.638836050483°N,0.38754940517124°E   |                             |                     | Modifica les dades a Wikidata |
|        | Torre del Marcelino          | Alcarràs | masia        |                                          | 41° 37′ 19″ N, 0° 20′ 59″ E / 41.621973320253°N,0.34974901303595°E   |                             |                     | Modifica les dades a Wikidata |
|        | Torre del Matges             | Alcarràs | masia        |                                          | 41° 35′ 45″ N, 0° 29′ 27″ E / 41.5957494804621°N,0.490944789228563°E |                             |                     | Modifica les dades a Wikidata |
|        | Torre del Morreres           | Alcarràs | masia        |                                          | 41° 35′ 58″ N, 0° 22′ 55″ E / 41.5993445079959°N,0.382028832905544°E |                             |                     | Modifica les dades a Wikidata |
|        | Torre del Nap                | Alcarràs | masia        |                                          | 41° 36′ 52″ N, 0° 31′ 20″ E / 41.6143442376321°N,0.522338971837166°E |                             |                     | Modifica les dades a Wikidata |
|        | Torre del Nollo              | Alcarràs | masia        |                                          | 41° 36′ 47″ N, 0° 31′ 24″ E / 41.6129271739922°N,0.523449313857527°E |                             |                     | Modifica les dades a Wikidata |
|        | Torre del Palos              | Alcarràs | masia        |                                          | 41° 33′ 20″ N, 0° 31′ 55″ E / 41.5556430285172°N,0.532053400724934°E |                             |                     | Modifica les dades a Wikidata |
|        | Torre del Panís              | Alcarràs | masia        |                                          | 41° 35′ 10″ N, 0° 31′ 02″ E / 41.5862129761102°N,0.51711753957347°E  |                             |                     | Modifica les dades a Wikidata |
|        | Torre del Pelegrí            | Alcarràs | masia        |                                          | 41° 36′ 51″ N, 0° 31′ 35″ E / 41.6141227700999°N,0.526271826844843°E |                             |                     | Modifica les dades a Wikidata |
|        | Torre del Pepito             | Alcarràs | masia        |                                          | 41° 36′ 45″ N, 0° 31′ 36″ E / 41.6125469725252°N,0.526704095741284°E |                             |                     | Modifica les dades a Wikidata |
|        | Torre del Pepon              | Alcarràs | masia        |                                          | 41° 36′ 30″ N, 0° 22′ 29″ E / 41.6082540289685°N,0.374636490673784°E |                             |                     | Modifica les dades a Wikidata |
|        | Torre del Petit Panadella    | Alcarràs | masia        |                                          | 41° 36′ 40″ N, 0° 31′ 41″ E / 41.6110645795582°N,0.528128820562657°E |                             |                     | Modifica les dades a Wikidata |
|        | Torre del Pusa               | Alcarràs | masia        |                                          | 41° 37′ 10″ N, 0° 31′ 57″ E / 41.6193296771276°N,0.532613888020955°E |                             |                     | Modifica les dades a Wikidata |
|        | Torre del Racó               | Alcarràs | masia        |                                          | 41° 38′ 03″ N, 0° 22′ 24″ E / 41.6342153317652°N,0.373306447691638°E |                             |                     | Modifica les dades a Wikidata |
|        | Torre del Revés              | Alcarràs | masia        |                                          | 41° 34′ 23″ N, 0° 33′ 00″ E / 41.5731741085507°N,0.549951852339439°E |                             |                     | Modifica les dades a Wikidata |
|        | Torre del Senyor Màrio       | Alcarràs | masia        |                                          | 41° 34′ 10″ N, 0° 32′ 23″ E / 41.5693802706821°N,0.539733448058169°E |                             |                     | Modifica les dades a Wikidata |
|        | Torre del Tonet              | Alcarràs | masia        |                                          | 41° 36′ 59″ N, 0° 31′ 23″ E / 41.6163775593895°N,0.523077213163815°E |                             |                     | Modifica les dades a Wikidata |
|        | Torre del Tonet del Sermion  | Alcarràs | masia        |                                          | 41° 36′ 54″ N, 0° 31′ 07″ E / 41.6148741192695°N,0.518514275115415°E |                             |                     | Modifica les dades a Wikidata |
|        | Torre del Vidal              | Alcarràs | masia        |                                          | 41° 34′ 16″ N, 0° 31′ 05″ E / 41.5710777325476°N,0.518153269357094°E |                             |                     | Modifica les dades a Wikidata |
|        | Torre del Viu                | Alcarràs | masia        |                                          | 41° 34′ 41″ N, 0° 33′ 14″ E / 41.578019653552°N,0.553762778811824°E  |                             |                     | Modifica les dades a Wikidata |
|        | Torre del Víctor             | Alcarràs | masia        |                                          | 41° 35′ 39″ N, 0° 24′ 25″ E / 41.5940999881725°N,0.40691931874603°E  |                             |                     | Modifica les dades a Wikidata |
|        | Torreferrera                 | Alcarràs | masia        |                                          | 41° 37′ 13″ N, 0° 25′ 02″ E / 41.6204070619607°N,0.417315102959207°E |                             |                     | Modifica les dades a Wikidata |
|        | el Muntanyès                 | Alcarràs | masia        |                                          | 41° 38′ 06″ N, 0° 26′ 50″ E / 41.6348800255819°N,0.447133450691206°E |                             |                     | Modifica les dades a Wikidata |
|        | la Mitgera                   | Alcarràs | masia        |                                          | 41° 36′ 04″ N, 0° 27′ 57″ E / 41.6010428257616°N,0.465806401015104°E |                             |                     | Modifica les dades a Wikidata |
|        | la Valleta                   | Alcarràs | masia        |                                          | 41° 35′ 58″ N, 0° 28′ 29″ E / 41.5993810342873°N,0.474594255274353°E |                             |                     | Modifica les dades a Wikidata |
|        | la Vaqueria                  | Alcarràs | masia        |                                          | 41° 38′ 01″ N, 0° 22′ 51″ E / 41.6335126091576°N,0.380789844996286°E |                             |                     | Modifica les dades a Wikidata |
|        | lo Mas Vell                  | Alcarràs | masia        |                                          | 41° 37′ 03″ N, 0° 31′ 16″ E / 41.6175772403505°N,0.521074992546367°E |                             |                     | Modifica les dades a Wikidata |
|        | lo Xalet dels Mestres        | Alcarràs | masia        |                                          | 41° 36′ 36″ N, 0° 32′ 05″ E / 41.609873149179°N,0.534714528209433°E  |                             |                     | Modifica les dades a Wikidata |
|        | los Tres d'Ignasi            | Alcarràs | masia        |                                          | 41° 35′ 55″ N, 0° 27′ 33″ E / 41.5986687610932°N,0.459036362544915°E |                             |                     | Modifica les dades a Wikidata |

## molí d'aigua
| imatge | Nom               | Ubicat a | instància de | Detalls                     | coordenades                                                          | Protecció                   | Commons (més fotos) | Dades a WD                    |
| ------ | ----------------- | -------- | ------------ | --------------------------- | -------------------------------------------------------------------- | --------------------------- | ------------------- | ----------------------------- |
|        | Molí de Jaumetó   | Alcarràs | molí d'aigua |                             | 41° 33′ 23″ N, 0° 31′ 35″ E / 41.5562675896787°N,0.526334178149093°E |                             |                     | Modifica les dades a Wikidata |
|        | Molí del Sastre   | Alcarràs | molí d'aigua | Estil: arquitectura popular |                                                                      | bé cultural d'interès local |                     | Modifica les dades a Wikidata |
|        | Molí del Sindicat | Alcarràs | molí d'aigua | Estil: arquitectura popular | 41° 33′ 50″ N, 0° 31′ 32″ E / 41.56386°N,0.52561°E                   | bé cultural d'interès local |                     | Modifica les dades a Wikidata |

## muntanya
| imatge | Nom                  | Ubicat a | instància de | Detalls | coordenades                                                         | Protecció | Commons (més fotos) | Dades a WD                    |
| ------ | -------------------- | -------- | ------------ | ------- | ------------------------------------------------------------------- | --------- | ------------------- | ----------------------------- |
|        | Alt del Coscollar    | Alcarràs | muntanya     |         | 41° 37′ 40″ N, 0° 26′ 45″ E / 41.62776667°N,0.44573611°E 300.2 msnm |           |                     | Modifica les dades a Wikidata |
|        | Tossal de Collestret | Alcarràs | muntanya     |         | 41° 35′ 29″ N, 0° 32′ 21″ E / 41.5914°N,0.539081°E 178.4 msnm       |           |                     | Modifica les dades a Wikidata |
|        | Tossal de Vallseca   | Alcarràs | muntanya     |         | 41° 38′ 09″ N, 0° 29′ 47″ E / 41.6357°N,0.496317°E 316.5 msnm       |           |                     | Modifica les dades a Wikidata |
|        | Tossal de la Tosca   | Alcarràs | muntanya     |         | 41° 35′ 46″ N, 0° 26′ 56″ E / 41.596025°N,0.44875278°E 261.2 msnm   |           |                     | Modifica les dades a Wikidata |
|        | Tossalet Roig        | Alcarràs | muntanya     |         | 41° 34′ 14″ N, 0° 30′ 43″ E / 41.57066111°N,0.51189167°E 145.5 msnm |           |                     | Modifica les dades a Wikidata |

## polígon industrial
| imatge | Nom                                 | Ubicat a | instància de       | Detalls | coordenades                                                          | Protecció | Commons (més fotos) | Dades a WD                    |
| ------ | ----------------------------------- | -------- | ------------------ | ------- | -------------------------------------------------------------------- | --------- | ------------------- | ----------------------------- |
|        | Polígon industrial El Tossalet Roig | Alcarràs | polígon industrial |         | 41° 34′ 34″ N, 0° 30′ 18″ E / 41.5761366261075°N,0.505137821294248°E |           |                     | Modifica les dades a Wikidata |
|        | Polígon industrial Galileo          | Alcarràs | polígon industrial |         | 41° 34′ 30″ N, 0° 33′ 00″ E / 41.5750664710916°N,0.550000237434778°E |           |                     | Modifica les dades a Wikidata |
|        | Polígon industrial Homs             | Alcarràs | polígon industrial |         | 41° 34′ 06″ N, 0° 32′ 10″ E / 41.5682027995116°N,0.536060428535651°E |           |                     | Modifica les dades a Wikidata |
|        | Polígon industrial La Rabosa        | Alcarràs | polígon industrial |         | 41° 34′ 13″ N, 0° 32′ 09″ E / 41.5702574033468°N,0.535694479652497°E |           |                     | Modifica les dades a Wikidata |
|        | Polígon industrial del Revés        | Alcarràs | polígon industrial |         | 41° 34′ 21″ N, 0° 32′ 53″ E / 41.5725505715863°N,0.548164415791788°E |           |                     | Modifica les dades a Wikidata |

## serra
| imatge | Nom                 | Ubicat a | instància de | Detalls | coordenades                                                         | Protecció | Commons (més fotos) | Dades a WD                    |
| ------ | ------------------- | -------- | ------------ | ------- | ------------------------------------------------------------------- | --------- | ------------------- | ----------------------------- |
|        | l'Encantada         | Alcarràs | serra        |         | 41° 35′ 05″ N, 0° 28′ 19″ E / 41.58469667°N,0.47205833°E 204.4 msnm |           |                     | Modifica les dades a Wikidata |
|        | serra de Collestret | Alcarràs | serra        |         | 41° 35′ 17″ N, 0° 32′ 34″ E / 41.58811389°N,0.54270833°E 178.4 msnm |           |                     | Modifica les dades a Wikidata |
|        | serra de la Popa    | Alcarràs | serra        |         | 41° 38′ 49″ N, 0° 28′ 10″ E / 41.647°N,0.469483°E 297.5 msnm        |           |                     | Modifica les dades a Wikidata |
|        | serra del Coscollar | Alcarràs | serra        |         | 41° 37′ 56″ N, 0° 26′ 43″ E / 41.632239°N,0.445164°E 306 msnm       |           |                     | Modifica les dades a Wikidata |

## sitja
| imatge | Nom               | Ubicat a | instància de | Detalls                              | coordenades                                                            | Protecció                   | Commons (més fotos) | Dades a WD                    |
| ------ | ----------------- | -------- | ------------ | ------------------------------------ | ---------------------------------------------------------------------- | --------------------------- | ------------------- | ----------------------------- |
|        | Trull del Castell | Alcarràs | sitja        |                                      |                                                                        | bé cultural d'interès local |                     | Modifica les dades a Wikidata |
|        | sitja d'Alcarràs  | Alcarràs | sitja        | Estil: Tipo D 1969 Superfície: 860m² | 41° 34′ 11″ N, 0° 31′ 17″ E / 41.56961111111111°N,0.5213888888888889°E |                             |                     | Modifica les dades a Wikidata |

## vèrtex geodèsic
| imatge | Nom        | Ubicat a | instància de    | Detalls   | coordenades                                                       | Protecció | Commons (més fotos) | Dades a WD                    |
| ------ | ---------- | -------- | --------------- | --------- | ----------------------------------------------------------------- | --------- | ------------------- | ----------------------------- |
|        | Collastres | Alcarràs | vèrtex geodèsic | Alt: 1.2m | 41° 35′ 29″ N, 0° 32′ 21″ E / 41.591428°N,0.539037°E 178.857 msnm |           |                     | Modifica les dades a Wikidata |
|        | Coscollar  | Alcarràs | vèrtex geodèsic | Alt: 1.2m | 41° 37′ 41″ N, 0° 26′ 45″ E / 41.628106°N,0.445778°E 305.691 msnm |           |                     | Modifica les dades a Wikidata |
|        | Vallseca   | Alcarràs | vèrtex geodèsic | Alt: 1.2m | 41° 38′ 08″ N, 0° 29′ 47″ E / 41.635672°N,0.496306°E 316.636 msnm |           |                     | Modifica les dades a Wikidata |

## zona humida
| imatge | Nom                         | Ubicat a                       | instància de            | Detalls             | coordenades                                                   | Protecció | Commons (més fotos) | Dades a WD                    |
| ------ | --------------------------- | ------------------------------ | ----------------------- | ------------------- | ------------------------------------------------------------- | --------- | ------------------- | ----------------------------- |
|        | Pantà de l'Arròs            | Alcarràs                       | zona humida             | Superfície: 19.11ha | 41° 38′ 39″ N, 0° 28′ 58″ E / 41.644298°N,0.482861°E 225 msnm |           | Pantà de l'Arròs    | Modifica les dades a Wikidata |
|        | Pantà de la Casa            | Alcarràs                       | zona humida embassament | Superfície: 4.09ha  | 41° 37′ 12″ N, 0° 23′ 21″ E / 41.6201°N,0.3893°E              |           |                     | Modifica les dades a Wikidata |
|        | Pantà i Bassa de les Trotes | Soses Torres de Segre Alcarràs | zona humida embassament | Superfície: 7.34ha  | 41° 33′ 28″ N, 0° 29′ 23″ E / 41.5578°N,0.4896°E              |           |                     | Modifica les dades a Wikidata |
|        | basses d'Alcarràs           | Alcarràs                       | zona humida             | Superfície: 2.52ha  | 41° 34′ 08″ N, 0° 30′ 28″ E / 41.5688°N,0.5077°E              |           |                     | Modifica les dades a Wikidata |

## Misc
| imatge | Nom                          | Ubicat a                     | instància de                 | Detalls                                      | coordenades                                                                                        | Protecció                                  | Commons (més fotos) | Dades a WD                    |
| ------ | ---------------------------- | ---------------------------- | ---------------------------- | -------------------------------------------- | -------------------------------------------------------------------------------------------------- | ------------------------------------------ | ------------------- | ----------------------------- |
|        | Alzina Centenària            | Alcarràs                     | arbre singular               | Taxon: alzina (Quercus ilex)                 | 41° 37′ 30″ N, 0° 26′ 53″ E / 41.625003°N,0.448081°E                                               |                                            |                     | Modifica les dades a Wikidata |
|        | Pont del Primer Escorredor   | Alcarràs                     | pont                         | Estil: arquitectura popular                  | | bé cultural d'interès local                |                     | Modifica les dades a Wikidata |
|        | Pou de gel                   | Alcarràs                     | pou de neu                   | Estil: arquitectura popular                  | | bé cultural d'interès local                |                     | Modifica les dades a Wikidata |
|        | Segre                        | Catalunya Pirineus Orientals | riu curs d'aigua riu aurífer | Desemboca: Ebre Llarg: 265km Conca: 22400km² | 42° 24′ 09″ N, 2° 06′ 30″ E / 42.4025°N,2.1084°E 41° 21′ 48″ N, 0° 18′ 16″ E / 41.3633°N,0.3044°E  |                                            | Segre River         | Modifica les dades a Wikidata |
|        | casa consistorial d'Alcarràs | Alcarràs                     | casa consistorial            |                                              | 41° 33′ 46″ N, 0° 31′ 28″ E / 41.5628358°N,0.5243613°E                                             |                                            |                     | Modifica les dades a Wikidata |
|        | el Vilot                     | Alcarràs                     | nucli de població            |                                              | 41° 37′ 56″ N, 0° 29′ 38″ E / 41.632343195323°N,0.493894997292995°E                                |                                            |                     | Modifica les dades a Wikidata |
|        | muralles d'Alcarràs          | Alcarràs                     | muralla urbana               | Estil: arquitectura romana                   | 41° 33′ 48″ N, 0° 31′ 28″ E / 41.563331°N,0.52447°E ca:Carrer del Calvari, al costat de l'església | bé integrant del patrimoni cultural català | Muralles d'Alcarràs | Modifica les dades a Wikidata |
|        | séquia d’Alcarràs            | Alcarràs                     | séquia                       |                                              | |                                            |                     | Modifica les dades a Wikidata |